# The Cat's Cup Final
 (juillet 2025).
Pour plus de détails, voir Fiche technique et Distribution.
The Cat's cup final est un film britannique d'animation de Arthur Melbourne Cooper sorti en 1912. C'est peut-être la première œuvre cinématographique d'animation consacrée au football.

## Synopsis
Des chats disputent un match de football.

## Fiche technique
- Réalisation : Arthur Melbourne Cooper
- Production : Empire films
- Durée : 6 minutes
- Dates de sortie :
  -  Royaume-Uni : octobre 1912